# مرض آلزهايمر مبكر البدء
مرض الزهايمر المبكر أو يسمى أيضا آلزهايمر في مراحلهِ الأولى أو، بداية AD، هي التعابير المستخدمة لحالات أمراض الزهايمر التي شخصت قبل سن 65 سنة. إنه نوع غير شائع من الزهايمر بنسبة 5-10% من جميع أنواع أمراض الزهايمر. تقريبا 13% من حالات الزهايمر المبكر تكون مرض الزهايمر العائلي. حيث الأهبة الوراثية تؤدي إلى هذا المرض. الحالات الأخرى من مرض الزهايمر تتشارك في نفس خصائص حالات أمراض الزهايمر المتاخرة. ويُفهم القليل فقط عن فهم كيفية بداية المرض، وحالات الزهايمر المبكرة غير العائلية يمكن أن تتطور في الأشخاص في عمر الثلاثين أو الأربعين، لكنهُ نادر جداَ. أغلب الأشخاص المصابين بالزهايمر المبكر يكونون في عقد الخمسينيات أو بداية عقد الستينيات.

## تاريخ مرض آلزهايمر
أعراض مرض الزهايمر متميزة في كيان علم تصنيف الامراض حيث عرِفت اولاَ عن طريق إيميل كريبلين، وأعراض الأمراض العصبية لوحظت من قبل الويس الزهايمر في 1906. وفي هذا المعنى، المرض أُكتشف من قبل ايميل كريبلين والويس الزهايمر، الذي عمل في مختبر ايميل كريبلين.
بسبب أهمية ترابط مرض كريبلين مع أساسيات الأمراض العصبية، ايميل كريبلين اتخذت القرار بأن هذا المرض سوف يحمل اسم الزهايمر.

### مرض آلزهايمر المتوارث عائلياَ
مرض الزهايمر المتوارث عائليا، أو مرض الزهايمر العائلي المبكر، هو شكل غير شائع من مرض الزهايمر الذي بالعادة يصيب في بداية العمر، معرَف من قبل سن 65 (عادة مابين سن 50 و 65، ولكن يمكن ان يظهر مبكرا مثل سن 15) ويكون متوارثاَ عن طريق العوامل الوراثية، ويعرف عن طريق الجينات، وسيمات أخرى مثل، العمر الذي يظهر فيه المرض.
ويحسب تقريباً لنصف الحالات في الزهايمر المبكر.
يتطلب الزهايمر المتوارث عائليا مريضاَ يكون لديه على الاقل فرد واحد لديه تاريخ زهايمر من الدرجة الأولى. أما حالات الزهايمر غير العائلية فيشار اليها على انها "زهايمر متقطعة""، حيث نجد عوامل الخطورة في الجينات صغيرة وغير متباينة.
وفي حالة الزهايمر العائلي المبكر تشير التقدرات لـ0.035 فقط من جميع أمراض الزهايمر.
وقد قدم نموذج مفيد في الدراسة لمختلف جوانب المرض.
حالياَ: قادت تحولات جين مرض الزهايمر العائلي المبكر الغالبية العظمى لنماذج الحيوانات إلى اكتشاف العلاجي والتطوير في الزهايمر.
الأعراض السريرية
مرض الزهايمر (AD) السبب الأكثر شيوعاً للخرف وغالباً ما يظهر في سن متأخر. وهو قدر محتوم، بشكل عام خلال عشرة سنين من ظهور العلامات الأولى. من العلامات المبكرة لمرض الزهايمر فقدان الذاكرة غير العادي. خاصة عند تذكر الأحداث الجديدة وأسماء الأشخاص والاشياء، logopenic primary progressive aphasia. كما يتطور المرض يظهر على المريض مشاكل خطرة، يصاحب بتقلبات مزاجية وعدم القدرة على اداء الأنشطة المعقدة كقيادة السيارة. في المراحل المتأخرة يفقد المريض القدرة على تذكر كيفية عمل الأشياء البسيطة كتسريح شعره وعندها سيحتاج إلى رعاية دائمة.
تشريحياً، أمراض الزهايمر المتوارثة عائلياً لا يمكن تمييزها عملياً من أشكال المرض الأخرى. رواسب ايملويد يمكن رؤيتها في أجزاء نسيج الدماغ. بروتين الاميلويد هذا يكون لويحات وحبائك عصبية ليفية الذي يتقدم في الدماغ. نادر جدا ان تكون اللويحات فريدة وغير معهودة من مرض الزهايمر، قد يحدث هذا عندما يكون هناك طفرات في الجينات الذي يكون بروتين وظيفي لكن تالف، عوضا عن منتجات الجين غير الفعال الذي يكون عادة نتيجة الطفرات.
إن البيولوجيا العصبية الكامنة من هذا المرض قد فهمت مؤخرا فقط. ولقد عمل الباحثين على وضع خرائط لمسارات الاتهاب المتعلقة بالتطورات والتقدمات لخصائص الإنتكاسات لمرضى الزهايمرز. إن الجزيئات الرئيسية المتشاركة في هذه المسارات تتضمن: الخلايا الدبقية (خاصة الخلايا النجمية والخلايا الدبقية الصغيرة)، اميلويد بيتا، الالتهابات المجمعة الموالية.
بيتا اميلويد هو جزء صغير من البروتين الأكبر المسمى ببروتين الاميلويد الرائد. حينمى يتفاعل بروتين الاميلويد الرائد يتقسم إلى أجزاء أخرى من البروتينات. واحدة من الأجزاء المنتجة في هذه العملية هو β-amyloid. β-amyloidيكون أكثر دبقة من أي جزء اخر منتج من قطع بروتين الاميلويد الرائد ولسبب هذه الخاصية تبدأ عملية التراكم في الدماغ. يحدث التراكم بسبب اختلاف الجينات وشذوذ البايولوجيا العصبية. أخيرا، التفتتات تكون وحدات قليلة. ثم الالياف، شرائح بيتا، وأخيرا اللويحات. وجود لويحات أميلويد β-في الدماغ يدفع الجسم لتجنيد وتنشيط الخلايا الدبقية النجمية. هذا هو عادة استجابة مفيدة. ومع ذلك، ليس مع الزهايمر لان لويحات بيتا اميلويد تحفز الخلايا الدبقية لاطلاق الجذور الحرة للاكسجين (هذا المسار غير موضح بعد). الجزيئات الحرة عادة مؤثرة ضد الخلايا غير الطبيعية. ولكن ليس هناك مجال للجزيئات الحرة ان تميز بين الخلايا الطبيعية وغير الطبيعية. الجزيئات الحرة تدمر لويحات بيتا اميوليد ولكن أيضا تدمر الانسجة السليمة المحيطة. كما تموت المزيد من الانسجة والخايا الدبقية تطلق كيموكيدات والستوكيدات (مركبات الموالية للالتهابات). هذه المجموعات تجند الخلايا الدبقية أكثر وهو ما يعني الجذور الأكثر حرية. هذه الاستجابة غير المنضبطة والالتهابات المتعصفة يسهم في تطور الاعصاب لمرض الزهايمر.
علم الوراثة
 ويتسبب مرض الزهايمر العائلي عن طفرة في ما لا يقل عن أحد الثلاثة الجينات: presenilin 1, presenilin 2واميلويد بروتينات السلائف. طفرات الجينات الأخرى في الدراسة.
بريزنلين 1
جين البيزنلين 1 (يقع في الكروموسوم 14) حدد بواسطة شيرينقتون عام 1995 وعدة طفرات حددت. الطفرات في هذا الجين تسبب بالتأكيد مرض الزهايمر العائلي نوع 3 عادة في سن ما تحت ال50. تم التعرف على هذا البروتين كجزء من مجمع الأنزيمية الذي يشق بيتا اميلويد من APP.
يحتوي الجين على 14 اكسون وكمية الترميز المقدرة هي 60 كيلوبايت، كما افاد روغيف ام 1997 وديل فيفيرو عام 1999. البروتي الذي يرمزه الجين إلى هو بروتين غشائي لا يتجزأ. كما ذكر لكيوتشي 2002 وهو يشق البروتين كما اعتقد كويزومي 2001 Notch1 ps1
ليكون لها دور في سوميتوجينيسيز في الجنين. كما ان لها عمل على بروتين اميلويد السلائف، والذي يعطي دور محتمل في التسبب في FAD. تم العثور على Homologs من PS1 في النباتات واللافقاريات والفقاريات الأخرى.
بعض الطفرات في الجينات، التي يوجد منها أكثر من 90، ما يلي: His163Arg، Ala246Glu، Leu286Val وCys410Tyr. الأكثر عرضه انتفاذ كاملة، ولكن طفرة شيوعا هو Glu318Gly وهذا يهيئ الأفراد لالأسرية مرض الزهايمر، مع دراسة أجرتها تادي (2002) [12] العثور على حالات 8.7٪ في المرضى الذين يعانون العائلي
بريزنلين 2:
جين بريزنلين 2 مشابه جدا لتركيبة وعمل بريزنلين 1. موقعه في الكروموسوم، وتسبب طفرات هذا الجين النوع الرابع من ثنائي نيوكليوتيد الفلافين والادنين (FAD).
اكتشف هذا الجين بواسطة ردُلف تانزي وجيري شلينبرغ في 1995.
اظهرت دراسة لاحقة لكوفاكس عام 1996 ان بروتينات بزينلين 1 و 2 اعربت في كميات متشابه، وعضيات متشابهة لبعض في الخلايا العصبية للثديات.
اقرّ ليفي لهد ان البريزنلين 2 يحتوي على 12 اكسون، 10 منهم كانوا ترميز الاكسونات، وان النسخة الطبق اصليه الاساسية تشفرت لـ448 ببتيد حمض اميني، بنسبة تناظر 67% للبريزنلين1.
هذا البروتين عرّف كجزء من الانزيمات المعقدة لصفائح التي تنفسخ من اميلويد ببتيد البيتا. من APP
لم تدرس الطفرات بقدر دراسة البريزنلين 1, ولكن عرّفت المتغيرات الليلية المتميزة. وهذه تتضمن Asn141Ile.
والذي عرّف اولا عن طريق ردُلف تانزي وجيري شيلينقبيرغ في عائلات في فولقا ألمانيا المصابة بالزهايمر العائلي المبكر.
واحدة من هذه الدراسات لنوكلين (1998) اوجدت اعتلال اوعية في الاميلويد في الافراد المصابين في العائلة.
هذا النمط الظاهري قد يكون مشروح في دراسة لتوميتا (1997)، مما يوحي ان طفرات Asn141Ile
تغير عملية ايض اميلويد ببتيد البيتا مما يسبب في زيادة معدل ترسب البروتين في اللوح.
متغيرات ليلية أخرى هي Met239Val
والتي عرفت عن طريق الإيطالي روجيف (1995) الذي اقترح ايضاً مقدما ان ذلك الجين قد يكون متشابهاً لبريزنلين1، وان طفرات Asp439Ala
في الاكسون 12 من الجين والتي اقترحت عن طريق ليو (2001) لتغيير عملية endoproteolytic في بريزنلين 2.
اميلويد ببتيد البيتا
طفرات اميلويد ببتيد البيتا واقعه في الذراع الطويل للكروموسوم 21(21q21.3)
الذي يسبب مرض الزهايمر العائلي.
الفيزيولوجيا المرضية
بعد انشقاق β-secretase
ينشق اميلويد ببتيد البيتا عن طريق مركب بروتين الغشاء المربوط يسمى γ-secretase
ليتوليد ايميلويد بيتا. بريزنلين 1,2 هما الانزيمات الوسطية في المركب مع بروتين النيكاسترين، أي بي اتش1 وبرزنلين 1.
ويتم انقسام الفا سيكرتاسي من ايميلويد ببتيد البيتا، الذي يمنع من إنتاج ايميلويد بيتا، هو الحدث الأكثر شائعاَ في معالجة اميلويد ببتيد البيتا.
اكتشفت الطفرات 21 الليلية في جين ايميلويد ببتيد البيتا.
وهذا يضمن تقدم مرض الزهايمر المبكر وجميعها تحدث في منطقة داخل ايميلويد ببتيد البيتا الذي يشفر مجال ايميلويد بيتا.
اختبار الجينات
الاختبارات الجينية متاحة للأفراد والاقارب الذين لديهم الاعراض
تاثير مرض الزهايمر المبكر
مرض الزهايمر المبكر له اثار مدمرة على الوظائف، الاوصياء، افراد عائلة المصاب. العديد من المصابين ضمن عمر شائع لمربوا الأطفال. أطفال المصابين الذين لم يصلوا سن البلوغ يعانون جسديا وعاطفيا وآباءهم لا يستطيعون الاعتناء بهم.
والذين يعملون يفقدون قدرتهم على آداء أعمالهم ويجبروا على التقاعد المبكر، وعندما يمكن التنبؤ به يجب على الموظف ان يناقش مستقبله مع أصحاب العمل بخصوص فقدان المهارات. أولئك الذين أجبروا على التقاعد المبكر قد لا يكون الوصول إلى مجموعة كاملة من المزايا المتاحة لأولئك الذين يتقاعدون في السن الدنيا التي وضعتها الحكومة. مع بعض الوظائف، قد يكون خطأ يسبب عواقب وخيمة على عدد كبير من الناس، ولقد ابلغ عن حالات الضيق في الشخص الذي مع ظهور مرض الزهايمر المبكر.
الناس المصابون بالزهايمر يفقدون القدرة على تلبية احتياجاتهم الخاصة، كإدارة المال.